# Артёмово (Рязанская область)
Артёмово — деревня в Клепиковском районе Рязанской области России.  Входит в Уткинское сельское поселение. Население на 2017 год — 9 человек.

## География
К западной окраины деревни примыкает Амлешово.

## История
До 2006 года деревня входила в Спиринский сельский округ.
С 2006 года входит в состав Уткинского сельского поселения.
С 1929 по 1963 годы деревня входила в состав Тумского района. В 1963—1964 входила в состав Клепиковского сельского района. С 1964 года входит в состав Клепиковского района.

## Население
| 1859 | 1906 | 2010 |
| ---- | ---- | ---- |
| 189  | ↗424 | ↘9   |

## Инфраструктура
Личное подсобное хозяйство.

## Транспорт
Автодорога 61 ОП МЗ 61Н-222, подъездная к Артёмово от автодороги «Тума — Спирино — Бусаево — Голованово»
Остановка общественного транспорта.